# Переров (Житковичский район)
Переров (бел. Перароў) — деревня в Озеранском сельсовете Житковичского района Гомельской области Беларуси.

## Административное устройство
До 11 января 2023 года являлась административным центром и входила в состав Переровского сельсовета. В связи с объединением Озеранского и Переровского сельсоветов Житковичского района Гомельской области в одну административно-территориальную единицу — Озеранский сельсовет, включена в состав Озеранского сельсовета.

## География

### Расположение
В 35 км на юго-восток от районного центра и железнодорожной станции Житковичи (на линии Лунинец — Калинковичи), 264 км от Гомеля.
На юге национальный парк «Припятский».

## Гидрография
На реке Припять (приток реки Днепр).

## Транспортная сеть
Транспортные связи по дороге с асфальтовым покрытием до деревни Хвоенск, затем Озераны и далее по автомобильной дороге Озераны — Житковичи. Планировка состоит из 1 улицы которая проходит извилисто через всю деревню, начиная с центра деревни и уходя на восток проходит вторая улица параллельно первой, к ним присоединяются и пересекают их 4 короткие улицы, образовывая кварталы. Северная сторона деревни вплотную прилегает к реке Припять. Застройка плотная, преимущественно деревянная, усадебного типа.

## История
Обнаруженное археологами городище (в 2,5 км на юго-запад от деревни, в урочище Свинуха) свидетельствует о заселении этих мест с давних времён. В деревне находился один из Туровских крестов (из камня, относится к времени принятия христианства). Согласно письменных источников известна с XV века как селение в Трокском воеводстве Великого княжества Литовского, с 1565 года Пинском повете Берестейского воеводства, шляхетская собственность. Упоминается в «Списке русских городов далеких и близких» 1406 года. Находилась Димитровская церковь (в ней хранились метрические книги с 1771 года).
После 2-го раздела Речи Посполитой (1793 год) в составе Российской империи. В 1801 году вместо обветшавшего построено новое деревянное здание церкви. В 1834 году село в составе Туровского казённого поместья. В 1864 году упоминается в записях офицеров Генерального штаба России, которые изучали эту местность. В 1884 году открыта школа грамоты, в 1888 году — церковно-приходская школа, расположенных в одном здании. Согласно переписи 1897 года находилась кузница. В 1908 году в Туровской волости Мозырского уезда Минской губернии, паровая мельница.
С 20 августа 1924 года центр Переровского сельсовета Туровского, с 17 апреля 1962 года Житковичского района Мозырского округа (до 26 июля 1930 года и с 21 июня 1935 года до 20 февраля 1938 года), с 20 февраля 1938 года Полесской, с 8 января 1954 года Гомельской областей. Действовал фельдшерско-акушерский пункт. В 1929 году организован колхоз «Красный октябрь», работала кузница, ободочная мастерская. Во время Великой Отечественной войны немецкие оккупанты держали здесь гарнизон, который был разгромлен партизанами отряда «За Родину». Действовала подпольная организация. В 1942 году каратели сожгли деревню частично, а в июле 1943 года полностью и убили 60 жителей. В боях за деревню и окрестность погибли 24 советских солдата (похоронены в братской могиле в центре деревни). 62 жителя погибли на фронтах. Согласно переписи 1959 года центр колхоза «Красный Октябрь». Действуют хлебопекарня, лесничество, 9-летняя школа, Дом культуры, библиотека, фельдшерско-акушерский пункт, ветеринарный участок, отделение связи, 2 магазина.
Река Припять подмывает берег на котором расположена деревня.

## Население

### Численность
- 2020 год — 256 жителей[3]

### Динамика
- 1811 год — 69 дворов
- 1834 год — 430 жителей
- 1866 год — 104 двора, 632 жителя
- 1897 год — 139 дворов, 934 жителя (согласно переписи)
- 1908 год — 165 дворов, 1784 жителя
- 1925 год — 194 двора
- 1940 год — 300 дворов
- 1959 год — 1192 жителя (согласно переписи)
- 2004 год — 193 хозяйства, 456 жителей
- 2020 год — 256 жителей